# Lauri Kokkonen
Lauri Hermanni Kokkonen, född 9 augusti 1918 i Pielavesi, Savolax, död 6 oktober 1985 i Uleåborg, var en finländsk författare, dramatiker och professor h.c. 
Han framträdde med skådespelen Viimeiset kiusaukset (De sista frestelserna),  Ruskie neitsyt (Den röda jungfrun) och Laahus (Släpet, översättning från finska till svenska av Kajsa Krook). Han skrev även librettot till operan De sista frestelserna (musik av Joonas Kokkonen). Librettot är översatt till engelska, svenska och tyska